# Giuseppe De Marini
Giuseppe De Marini, pseudonimo di Giuseppe Marini (Milano, 1772 – Santa Maria Capua Vetere, 1829), è stato un attore teatrale italiano.
Dopo l'esordio nel 1798 fu al seguito di Andrea Bianchi prima e di Salvatore Fabbrichesi poi, dopo un breve periodo trascorso al Teatro San Samuele.
Dopo la morte di Fabbrichesi recitò al teatro dei Fiorentini di Napoli.